# (1459) Magnya
Cet article concerne l'astéroïde. Pour l'album de rock, voir Magnya Carta.
(1459) Magnya est un astéroïde de la partie externe de la ceinture principale. C'est un astéroïde de type V comme les vestoïdes — donc sans doute de composition basaltique ou pourvu d'une croûte basaltique —, mais sans lien génétique avec Vesta.

## Historique
Magnya a été découvert le 4 novembre 1937 par l'astronome soviétique Grigorij Neujmin à l'observatoire de Simeïz, puis deux jours plus tard, indépendamment, par André Patry à l'observatoire de Nice. C'est aussi André Patry qui publia les premiers éléments orbitaux et proposa le nom Magnya (du russe Магний  (« magnésium »)), par référence à la brillance de cet astéroïde (sa désignation initiale était 1937 VA).

## Orbite, taille et albédo
Magnya se déplace sur une orbite assez allongée (excentricité : 0,24) et inclinée sur l'écliptique (inclinaison : 17°), de demi-grand axe 3,14 u.a.. Les mesures du télescope spatial infrarouge IRAS en 1883 ont permis de calculer un albédo calibré de 0.12 ± 0.03 et un diamètre d'environ 30 km.

## Spectre de réflexion
Des mesures spectroscopiques de Magnya ont été effectuées en septembre 1998 à l'observatoire de La Silla au Chili, puis entre novembre 1999 et janvier 2000 à l'observatoire Palomar en Californie ainsi qu'à l'IRTF du Mauna Kea à Hawaï. Le spectre de réflexion ressemble à ceux de Vesta et des achondrites basaltiques, et montre notamment les mêmes absorptions à des longueurs d'onde proches de 1 et de 2 µm.

## Composition et origine
Le spectre de réflexion de Magnya indique une composition basaltique. Cet astéroïde étant trop petit pour s'être différencié lui-même on ne pense pas que la surface basaltique corresponde à une croûte (avec en dessous un manteau et un noyau), mais plutôt que Magnya rassemble des fragments basaltiques provenant de la croûte d'un astéroïde différencié beaucoup plus gros, détruit par une ou plusieurs collisions.
Magnya est trop éloigné (demi-grand axe : 3,14 u.a.) pour provenir de Vesta (demi-grand axe : 2,36 u.a.). C'est donc de la fragmentation d'un autre astéroïde différencié qu'il résulte. La région de la ceinture principale où se trouve Magnya étant riche en résonances de moyen mouvement, la plupart des autres fragments ont pu se trouver dispersés, et Magnya représenter l'un des rares survivants.